# La Gacilly
La Gacilly är en kommun i departementet Morbihan i regionen Bretagne i nordvästra Frankrike. Kommunen ligger i kantonen La Gacilly som tillhör arrondissementet Vannes. År 2018 hade La Gacilly 2 320 invånare.

## Befolkningsutveckling
Antalet invånare i kommunen La Gacilly
| Referens: INSEE |